# Stripes - Un plotone di svitati
Stripes - Un plotone di svitati (Stripes) è un film del 1981 diretto da Ivan Reitman.

## Trama
John Winger è un tassista, con la passione per la fotografia, che nel giro di poche ore perde il suo lavoro, la sua macchina e la ragazza. Resosi conto che la sua vita è un fallimento, decide di unirsi all'Esercito degli Stati Uniti d'America. Per non andare solo convince il suo migliore amico, Russell Ziskey, ad unirsi nell'impresa. 
Arruolati, all'arrivo a Fort Arnold, incontrano le nuove reclute e il loro sergente istruttore, Hulka, che John offende e per punizione gli viene ordinato di fare delle flessioni. John si distingue come un disadattato in confronto al resto del gruppo. Il loro comandante è l'incompetente capitano Stillman. Col procedere della formazione di base, Ziskey e Winger diventano amici intimi di due ragazze della Military Police, Louise e Stella. Poco prima della fine del corso il sergente Hulka rimane infortunato quando Stillman ordina ai suoi soldati di sparare con un mortaio senza impostare le coordinate di tiro.
Gli uomini nel frattempo vanno in un bar dove fanno wrestling nel fango e Ox lotta con un gruppo di donne. Quando nel club fa irruzione la polizia, Stella e Louise coprono Winger e Ziskey. Il resto del plotone viene riportato alla base per affrontare il capitano Stillman che minaccia di costringerli a ripetere tutto il corso dall'inizio.
Tornati alle baracche, dopo una notte passionale con le ragazze, Winger e Ziskey cercano di motivare il plotone con un discorso entusiasmante per prepararsi alla parata che si sarebbe tenuta poche ore dopo. Dopo la lunga notte di perfezionamento, i componenti del plotone si svegliano in ritardo e correndo verso la parata senza l'alta uniforme, con uno spettacolo improvvisato guidato da Winger dimostrano di essere diventati dei bravi soldati. Il Generale Barnicke impressionato, quando scopre che hanno completato la loro formazione senza un sergente istruttore decide che sono proprio il tipo di uomini che vuole per il suo progetto EM -50 in Italia.
Una volta in Italia, la loro missione è di custodire la Urban Assault Vehicle EM-50. Con l'hangar vuoto, Winger e Ziskey decidono di rubare l'EM-50 per far visita alle loro fidanzate di stanza in Germania Ovest. Quando Stillman non trova l'EM-50 disperato, lancia una missione non autorizzata per recuperare il veicolo prima che i suoi superiori scoprano che è scomparso. Hulka, esorta Stillman a non andare, ma non viene ascoltato.
Stillman conduce inavvertitamente il plotone oltre confine in Cecoslovacchia. Hulka, rendendosi conto di dove sono, salta fuori del camion poco prima di essere catturato ed invia un Mayday. Winger e Ziskey, intercettato il segnale decidono di intervenire per aiutare i loro amici in difficoltà. Con l'EM-50 cercano di infiltrarsi in una base russa in cui è tenuto prigioniero il plotone. Con qualche aiuto da parte di Hulka, tutti vengono liberati.
Al loro ritorno negli Stati Uniti, Winger, Ziskey, Louise, Stella, e Hulka sono trattati come eroi, e a ciascuno viene assegnato il Distinguished Service Cross. Hulka si ritira e apre il franchising HulkaBurger. Stella appare sulla copertina di Penthouse, Ox fa la copertina di Tiger Beat, e Winger è sulla copertina di Newsworld. Il capitano Stillman viene riassegnato ad una stazione meteorologica in Alaska.

## Edizione Home Video
Nel 2005 è stata presentata in DVD la Director's Cut con 18 minuti in più di scene aggiunte. L'edizione italiana è stata ridoppiata con nuove voci.